# Prostitución en Argentina

Prostitución en Sudamérica. Argentina supone la excepción en el modelo administrativo de la prostitución en el subcontinente, pues su legalidad está supeditada a las leyes locales.

La prostitución en Argentina es legal según la legislación federal. El artículo 19 de la Constitución estableció lo siguiente: «Las acciones privadas de las personas que no ofendan en modo alguno al orden y a la moral públicos, ni perjudiquen a tercero, sólo están reservadas a Dios, y están exentas de la autoridad de los magistrados». La prostitución organizada (prostíbulos, redes de prostitución y proxenetismo) es ilegal. Además, las distintas provincias pueden imponer más restricciones al comercio. Por ejemplo, en San Juan, ofrecer públicamente servicios sexuales a cambio de dinero está penado con hasta 20 días de prisión. En 2012, se prohibió a los periódicos publicar anuncios clasificados en los que se ofrecieran servicios sexuales. ONUSIDA estimó que en 2016 había unas 75 000 prostitutas en el país.
Las trabajadoras sexuales y el Informe de Derechos Humanos 2016 del Departamento de Estado de los Estados Unidos, denunciaban corrupción, abusos y violencia hacia las trabajadoras sexuales por parte de la policía. La Asociación de Mujeres Meretrices de Argentina (AMMAR) denunció que entre julio de 1996 y noviembre de 2001, 41 de sus miembros había sido asesinadas. Solo 3 de ellos fueron resueltos.
Los traficantes de toda Argentina eluden la normativa que prohíbe los prostíbulos estableciendo «prostíbulos móviles» en furgonetas y camiones, lo que dificulta las redadas; esta práctica es especialmente frecuente en la zona norte del país.

## Historia
Desde su independencia en 1853, Argentina atrajo a inmigrantes procedentes de Europa, entre los que se encontraban prostitutas. La prostitución no estaba tipificada como delito, y en 1875 se legalizó y reguló en Buenos Aires. Se establecieron burdeles, se registró a las prostitutas, se les cobraron impuestos y se les sometió a exámenes médicos periódicos. En 1889, el primer año del que se dispone de estadísticas, el número de nuevos registros de prostitutas en Buenos Aires fue de 2007, y se abrió un hospital, el Dispensario de salubridad, especializado en enfermedades venéreas entre prostitutas, con un coste de 100 000 pesos.
Entre 1870 y la Primera Guerra Mundial, el país se hizo famoso como «el puerto de las mujeres desaparecidas» a causa de los tratantes de blancas y proxenetas judíos que aprovechaban la pobreza, el desempleo y los pogromos en Europa del Este para reclutar a jóvenes judías para la prostitución en Sudamérica con falsas promesas de matrimonio. Una de las organizaciones criminales implicadas, la Zwi Migdal, contaba con 30 000 mujeres en 2 000 burdeles. Al mismo tiempo, las organizaciones religiosas judías de Argentina trabajaban para evitar la prostitución entre las mujeres judías del país. La mayoría de las prostitutas en Argentina en este período eran católicas no inmigrantes, pero el antisemitismo alimentó la preocupación por la participación judía en la prostitución. En 2013, la cineasta Gabriela Böhm estrenó un documental Tras los pasos de Raquel, que investigó la participación judía en la industria del sexo en Argentina a principios del siglo XX.
El sistema de prostitución regulada en Buenos Aires fue abolido en 1934. En 1954, Juan Perón reintrodujo el sistema de regularidad. Las autoridades locales podían autorizar prostíbulos en «lugares adecuados». Al año siguiente, Buenos Aires anunció un plan de 6 516 000 dólares para construir una calle de 34 prostíbulos. Tras el golpe militar de 1955, Perón fue depuesto y su decreto de regulación anulado. El nuevo barrio rojo de Buenos Aires nunca se construyó. En 2003, el canal Telefe realizó una serie televisiva de comedia llamada Disputas que expresaba el horror y la suciedad de la prostituta común argentina, protagonizada por las actrices Mirta Busnelli, Belén Blanco, Dolores Fonzi, Julieta Ortega y Florencia Peña.

## AMMAR

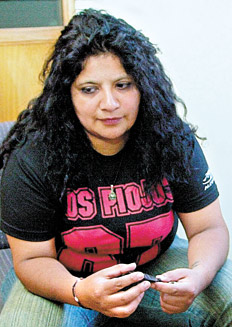
Sandra Cabrera fue una prostituta callejera, dirigente sindical y defensora de los derechos de las mujeres que denunció la corrupción policial en Argentina. Fue asesinada en 2004.

La Asociación de Mujeres Meretrices de Argentina (AMMAR) es una importante organización de lucha por los derechos de las trabajadoras sexuales, creada en 1994 por 60 trabajadoras sexuales, que llegó a tener 15 000 afiliadas en los diez años siguientes. En 1995 se unió a la Central de Trabajadores Argentinos y en 1997 se afilió a la Red de Trabajadoras Sexuales de Latinoamérica y el Caribe (RedTraSex).
En enero de 2004, Sandra Cabrera, directora de la filial de Rosario, fue asesinada. El policía federal Diego Parvlucyk fue acusado de su asesinato, aunque el caso nunca llegó a juicio. Como parte de la reacción tras su asesinato, se disolvió la corrupta Policía de Moralidad Pública de Santa Fe.

## Prostitución infantil
Según ECPAT International, en 1999 la prostitución infantil estaba aumentando y la edad media de los niños prostituidos estaba disminuyendo. Muchos niños prostituidos en Argentina son traficados a centros urbanos desde zonas rurales o son traficados desde países vecinos como Bolivia, Brasil, Paraguay, Chile y Uruguay, y otros países como Colombia, República Dominicana, Rusia, Venezuela, Rumania y Haití. Las revelaciones en 2018 de una red de prostitución activa en la liga menor de fútbol de Argentina que victimizaba a atletas juveniles aumentaron la preocupación sobre la trata sexual infantil en los deportes nacionales y los clubes atléticos.

## Tráfico sexual
El Informe sobre Trata de Personas de 2016 del Departamento de Estado de Estados Unidos clasificó a Argentina como un país de "nivel 2", sin embargo, como resultado de los logros clave del gobierno, pasó a "nivel 1" en 2018, continuando en 2024 con dicha categoría.
Los traficantes de personas explotan a víctimas nacionales y extranjeras en Argentina, y en un grado más limitado, las mujeres y los niños argentinos son víctimas de la trata sexual en otros países. Los traficantes explotan a víctimas de otros países latinoamericanos en Argentina, en particular de la República Dominicana, Paraguay, Perú, Bolivia, Uruguay, Venezuela y Brasil. Los transexuales argentinos son explotados en el tráfico sexual dentro del país y en Europa Occidental. Los traficantes explotan a menores que participan en clubes deportivos juveniles nacionales en el tráfico sexual. La complicidad oficial, principalmente en los niveles subnacionales, sigue obstaculizando los esfuerzos del gobierno para combatir la trata. En 2016, la Municipalidad de Ushuaia fue condenada a pagar una indemnización a una víctima tras ser declarada cómplice de facilitar la trata al no regular adecuadamente los burdeles.